# إبراهيم الموسى
إبراهيم خالد الموسى مواليد 26 سبتمبر 2001 في ، السعودية، هو لاعب كرة قدم سعودي لعب سابقاً في نادي النجمة.